# B.A.T. F.K.24 Baboon
Le BAT F.K.24 Baboon était un avion britannique biplan biplace de d'entraînement développé par British Aerial Transport Co. Ltd. durant la Première Guerre mondiale.
C’est sans programme officiel que Frederick Koolhoven et Robert B.C. Noorduyn étudièrent un avion d'entraînement de base utilisant un nombre substantiel de pièces communes avec le F.K.23 Bantam II. Toute la voilure et le train d’atterrissage étaient conservés, mais le fuselage était redessiné. Doté de flancs plats, il recevait à l’avant un moteur en étoile ABC Wasp I de 170 ch seulement, l’instructeur et son élève étant installés en tandem. Curieusement le réservoir était plaqué sous le plan supérieur, alimentant le moteur par gravité, une pratique abandonnée depuis le début de la guerre.  
Une série prototype de six appareils était prévue, le premier exemplaire (serial D9731) étant achevé en juillet 1918. L’arrêt des commandes d’armement après l’Armistice et l’abondance d’Avro 504 en Grande-Bretagne retirait tout intérêt à cet appareil et seul le premier prototype fut achevé. Passé sur le premier registre civil britannique comme K-124, l’unique Baboon remporta le Trophée Aérien de Hendon sur un circuit de 32 km en juillet 1919 piloté par le Major Draper, mais fut passé au pilon en 1920 sans avoir reçu l’immatriculation définitive (G-EACO) qui lui avait été réservée. 

## Sources
- The Illustrated Encyclopedia of Aircraft (Part Work 1982-1985). Orbis Publishing.
- Flight No 553 du 31 juillet 1919 p. 1021 et  No 575 du 1er janvier 1920 p. 18
- (en) J. M. Bruce, British aeroplanes, 1914-18, Londres, Putnam, 1957 (présentation en ligne).
- (en) A. J. Jackson, British civil aircraft since 1919, vol. 1, Londres, Putnam, 1973, 2e éd. (1re éd. 1959) (ISBN 0-370-10006-9, LCCN 73157828).
- Jane’s Fighting Aircraft of World War I